# مونتریا
مونتریا (به اسپانیایی: Montería) یک سکونتگاه مسکونی در کلمبیا است که در بخش کوردوبا واقع شده‌است.

## خصوصیات
مونتریا ۳٬۱۴۱ کیلومترمربع مساحت و ۲۹۹٬۷۱۵ نفر جمعیت دارد و ۱۸ متر بالاتر از سطح دریا واقع شده‌است.